# Beanie Wells
Chris Wells, detto Beanie (Akron, 7 agosto 1988), è un giocatore di football americano statunitense che gioca nel ruolo di running back per gli Arizona Cardinals della National Football League (NFL).

## Carriera universitaria
Al college, Wells giocato con gli Ohio State Buckeyes, squadra rappresentativa dell'università statale dell'Ohio.

## Carriera professionistica

### Arizona Cardinals
Al draft NFL 2009 è stato selezionato come 31ª scelta assoluta dagli Arizona Cardinals. Il 1º agosto 2009 ha firmato un contratto di 5 anni.
Ha debuttato nella NFL il 13 settembre 2009 contro i San Francisco 49ers indossando la maglia numero 26.

## Palmarès
- Running back della settimana

12a del 2011
- PFWA All-Rookie Team - 2009

## Statistiche
| Partite totali             | 29    |
| Partite totali da titolare | 2     |
| Yard su ricezione          | 217   |
| Touchdown su ricezione     | 0     |
| Yard su corsa              | 1.190 |
| Touchdown su corsa         | 9     |